# Duo Červánek
Duo Červánek byla dvojice interpretů staré klasické trampské hudby, kterou společně tvořili čeští zpěváci a kytaristé Josef Kníže a Jiří Veřtat.
Původně se jednalo o vícečlennou amatérskou Trampingskou hudební skupinu, která spontánně vznikla v trampské osadě Červánek u Žloukovic na Berounce.

## Diskografie
- Hraje a zpívá Duo Červánek – Josef Kníže a Jiří Veřtat
- Duo Červánek To nej z Červánků 1998
- Duo Červánek – 50 let s trampskou písničkou
- Duo Červánek: Pampelišky

### Kompilace
- To nejlepší z Červánků (1998)

### Spoluúčasti
- Potlach v údolí Kazína (LP deska)
- Potlach v údolí (LP deska)
- Potlach v údolí – 2CD, Supraphon 2008